# Club Patín Alcorcón
El Club Patín Alcorcón és un club d'hoquei sobre patins de la ciutat d'Alcorcón, a la Comunitat de Madrid. Va ser fundat l'any 1982. Disposa de secció masculina i femenina, essent aquesta última la que ha donat més renom i títols al club. La secció masculina competeix a la OK Lliga Bronze Sud, mentre que la femenina a la OK Lliga Plata. També disposa de secció de patinatge artístic. Sota la denominació Club Patín Alcorcón Cat's Best va ser subcampió de la primera edició de Lliga espanyola d'hoquei sobre patins femenina que guanyaria finalment el Biesca Gijón HC la temporada 2008-09, essent també subcampiones de Copa de la Reina. L'equip tornaria a ser finalista de Copa l'any 2013, caient aquest cop enfront el Biesca Gijón HC. La temporada 2017-18 tornarien a quedar subcampiones de Lliga. A nivell internacional, l'any 2010 perd la final de la Lliga europea d'hoquei sobre patins femenina enfront al Biesca Gijón HC, tot i que uns anys més tard aconseguiria alçar aquest títol, seria l'any 2014 enfront el CS Noisy le Grand en una final disputada a Coutras.

## Palmarès
- 1 Lliga europea femenina: 2014